# Leuctra szczytkoi
Leuctra szczytkoi is een steenvlieg uit de familie naaldsteenvliegen (Leuctridae). De wetenschappelijke naam van de soort is voor het eerst geldig gepubliceerd in 1981 door Stark & Stewart.